# Trachyzelotes zagistus
Trachyzelotes zagistus är en spindelart som först beskrevs av A. V. Ponomarev 1981.  Trachyzelotes zagistus ingår i släktet Trachyzelotes och familjen plattbuksspindlar. Inga underarter finns listade i Catalogue of Life.